# Ospedaletto
Ospedaletto (deutsch veraltet: Spittal bei Yfän) ist die nordostitalienische Gemeinde (comune) im Trentino in der Region Trentino-Südtirol. Die Gemeinde hat 810 Einwohner (Stand am 31. Dezember 2023) und liegt etwa 33 Kilometer ostsüdöstlich von Trient an der Brenta, gehört zur Talgemeinschaft Comunità Valsugana e Tesino und grenzt unmittelbar an die Provinz Vicenza (Venetien).

## Verkehr
Durch die Gemeinde führt die Strada Statale 47 della Valsugana von Padua nach Trient. Der Bahnhof von Ospedaletto liegt an der Bahnstrecke Trient–Venedig.

## Weblinks

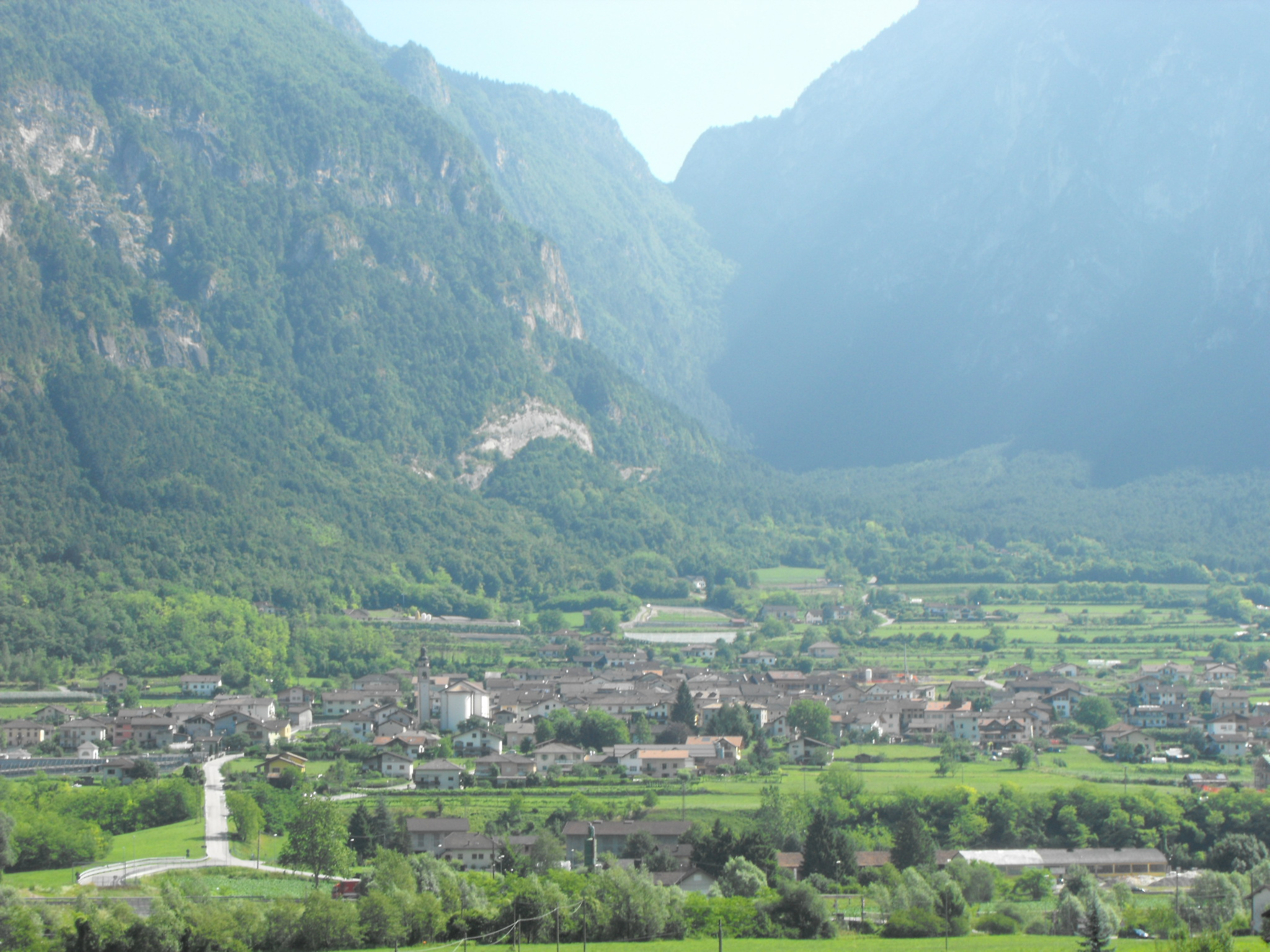
Blick auf Ospedaletto